# Llista d'asteroides/106001–106100
| Nom      | Designació provisional | Data de descobriment | Lloc de descobriment | Descobridor/s  |
| -------- | ---------------------- | -------------------- | -------------------- | -------------- |
| 106001 - | 2000 SR283             | 23 de setembre, 2000 | Socorro              | LINEAR         |
| 106002 - | 2000 SE284             | 23 de setembre, 2000 | Socorro              | LINEAR         |
| 106003 - | 2000 SQ284             | 23 de setembre, 2000 | Socorro              | LINEAR         |
| 106004 - | 2000 SN285             | 23 de setembre, 2000 | Socorro              | LINEAR         |
| 106005 - | 2000 SO285             | 23 de setembre, 2000 | Socorro              | LINEAR         |
| 106006 - | 2000 SY285             | 24 de setembre, 2000 | Socorro              | LINEAR         |
| 106007 - | 2000 SX287             | 26 de setembre, 2000 | Socorro              | LINEAR         |
| 106008 - | 2000 SY288             | 27 de setembre, 2000 | Socorro              | LINEAR         |
| 106009 - | 2000 SG290             | 27 de setembre, 2000 | Socorro              | LINEAR         |
| 106010 - | 2000 SR290             | 27 de setembre, 2000 | Socorro              | LINEAR         |
| 106011 - | 2000 SU291             | 27 de setembre, 2000 | Socorro              | LINEAR         |
| 106012 - | 2000 SF292             | 27 de setembre, 2000 | Socorro              | LINEAR         |
| 106013 - | 2000 SQ292             | 27 de setembre, 2000 | Socorro              | LINEAR         |
| 106014 - | 2000 SZ292             | 27 de setembre, 2000 | Socorro              | LINEAR         |
| 106015 - | 2000 SK293             | 27 de setembre, 2000 | Socorro              | LINEAR         |
| 106016 - | 2000 SS293             | 27 de setembre, 2000 | Socorro              | LINEAR         |
| 106017 - | 2000 SH294             | 27 de setembre, 2000 | Socorro              | LINEAR         |
| 106018 - | 2000 SK294             | 27 de setembre, 2000 | Socorro              | LINEAR         |
| 106019 - | 2000 SN294             | 27 de setembre, 2000 | Socorro              | LINEAR         |
| 106020 - | 2000 SS294             | 27 de setembre, 2000 | Socorro              | LINEAR         |
| 106021 - | 2000 SX294             | 27 de setembre, 2000 | Socorro              | LINEAR         |
| 106022 - | 2000 SK296             | 28 de setembre, 2000 | Socorro              | LINEAR         |
| 106023 - | 2000 SN296             | 28 de setembre, 2000 | Socorro              | LINEAR         |
| 106024 - | 2000 SC297             | 28 de setembre, 2000 | Socorro              | LINEAR         |
| 106025 - | 2000 SG297             | 28 de setembre, 2000 | Socorro              | LINEAR         |
| 106026 - | 2000 ST297             | 28 de setembre, 2000 | Socorro              | LINEAR         |
| 106027 - | 2000 SV298             | 28 de setembre, 2000 | Socorro              | LINEAR         |
| 106028 - | 2000 SB299             | 28 de setembre, 2000 | Socorro              | LINEAR         |
| 106029 - | 2000 SN299             | 28 de setembre, 2000 | Socorro              | LINEAR         |
| 106030 - | 2000 SB300             | 28 de setembre, 2000 | Socorro              | LINEAR         |
| 106031 - | 2000 SL300             | 28 de setembre, 2000 | Socorro              | LINEAR         |
| 106032 - | 2000 SO302             | 28 de setembre, 2000 | Socorro              | LINEAR         |
| 106033 - | 2000 SJ303             | 28 de setembre, 2000 | Socorro              | LINEAR         |
| 106034 - | 2000 SK303             | 28 de setembre, 2000 | Socorro              | LINEAR         |
| 106035 - | 2000 SU303             | 28 de setembre, 2000 | Socorro              | LINEAR         |
| 106036 - | 2000 SE304             | 30 de setembre, 2000 | Socorro              | LINEAR         |
| 106037 - | 2000 SU304             | 30 de setembre, 2000 | Socorro              | LINEAR         |
| 106038 - | 2000 SG305             | 30 de setembre, 2000 | Socorro              | LINEAR         |
| 106039 - | 2000 SH305             | 30 de setembre, 2000 | Socorro              | LINEAR         |
| 106040 - | 2000 SR305             | 30 de setembre, 2000 | Socorro              | LINEAR         |
| 106041 - | 2000 SU305             | 30 de setembre, 2000 | Socorro              | LINEAR         |
| 106042 - | 2000 SK306             | 30 de setembre, 2000 | Socorro              | LINEAR         |
| 106043 - | 2000 SA307             | 30 de setembre, 2000 | Socorro              | LINEAR         |
| 106044 - | 2000 SB307             | 30 de setembre, 2000 | Socorro              | LINEAR         |
| 106045 - | 2000 SD307             | 30 de setembre, 2000 | Socorro              | LINEAR         |
| 106046 - | 2000 SF307             | 30 de setembre, 2000 | Socorro              | LINEAR         |
| 106047 - | 2000 SG307             | 30 de setembre, 2000 | Socorro              | LINEAR         |
| 106048 - | 2000 SW307             | 30 de setembre, 2000 | Socorro              | LINEAR         |
| 106049 - | 2000 SX307             | 30 de setembre, 2000 | Socorro              | LINEAR         |
| 106050 - | 2000 SP308             | 30 de setembre, 2000 | Socorro              | LINEAR         |
| 106051 - | 2000 SJ312             | 27 de setembre, 2000 | Socorro              | LINEAR         |
| 106052 - | 2000 ST312             | 27 de setembre, 2000 | Socorro              | LINEAR         |
| 106053 - | 2000 SJ313             | 27 de setembre, 2000 | Socorro              | LINEAR         |
| 106054 - | 2000 SN313             | 27 de setembre, 2000 | Socorro              | LINEAR         |
| 106055 - | 2000 SP313             | 27 de setembre, 2000 | Socorro              | LINEAR         |
| 106056 - | 2000 SF315             | 28 de setembre, 2000 | Socorro              | LINEAR         |
| 106057 - | 2000 SZ315             | 30 de setembre, 2000 | Socorro              | LINEAR         |
| 106058 - | 2000 SE316             | 30 de setembre, 2000 | Socorro              | LINEAR         |
| 106059 - | 2000 SK316             | 30 de setembre, 2000 | Socorro              | LINEAR         |
| 106060 - | 2000 SS316             | 30 de setembre, 2000 | Socorro              | LINEAR         |
| 106061 - | 2000 SU317             | 30 de setembre, 2000 | Socorro              | LINEAR         |
| 106062 - | 2000 ST318             | 26 de setembre, 2000 | Socorro              | LINEAR         |
| 106063 - | 2000 SR319             | 26 de setembre, 2000 | Socorro              | LINEAR         |
| 106064 - | 2000 SA323             | 28 de setembre, 2000 | Socorro              | LINEAR         |
| 106065 - | 2000 ST324             | 28 de setembre, 2000 | Kitt Peak            | Spacewatch     |
| 106066 - | 2000 SZ324             | 28 de setembre, 2000 | Kitt Peak            | Spacewatch     |
| 106067 - | 2000 SC328             | 30 de setembre, 2000 | Socorro              | LINEAR         |
| 106068 - | 2000 SC329             | 27 de setembre, 2000 | Kitt Peak            | Spacewatch     |
| 106069 - | 2000 SJ330             | 27 de setembre, 2000 | Socorro              | LINEAR         |
| 106070 - | 2000 SK333             | 26 de setembre, 2000 | Haleakala            | NEAT           |
| 106071 - | 2000 SS335             | 26 de setembre, 2000 | Haleakala            | NEAT           |
| 106072 - | 2000 SU335             | 26 de setembre, 2000 | Haleakala            | NEAT           |
| 106073 - | 2000 SP338             | 25 de setembre, 2000 | Haleakala            | NEAT           |
| 106074 - | 2000 SO339             | 25 de setembre, 2000 | Haleakala            | NEAT           |
| 106075 - | 2000 SX339             | 25 de setembre, 2000 | Kitt Peak            | Spacewatch     |
| 106076 - | 2000 SB345             | 20 de setembre, 2000 | Haleakala            | NEAT           |
| 106077 - | 2000 SB347             | 26 de setembre, 2000 | Haleakala            | NEAT           |
| 106078 - | 2000 SK347             | 25 de setembre, 2000 | Socorro              | LINEAR         |
| 106079 - | 2000 SF348             | 20 de setembre, 2000 | Socorro              | LINEAR         |
| 106080 - | 2000 SN348             | 20 de setembre, 2000 | Socorro              | LINEAR         |
| 106081 - | 2000 SU348             | 30 de setembre, 2000 | Anderson Mesa        | LONEOS         |
| 106082 - | 2000 SP350             | 29 de setembre, 2000 | Anderson Mesa        | LONEOS         |
| 106083 - | 2000 SR352             | 30 de setembre, 2000 | Anderson Mesa        | LONEOS         |
| 106084 - | 2000 SA355             | 29 de setembre, 2000 | Anderson Mesa        | LONEOS         |
| 106085 - | 2000 SO355             | 29 de setembre, 2000 | Anderson Mesa        | LONEOS         |
| 106086 - | 2000 SE356             | 29 de setembre, 2000 | Anderson Mesa        | LONEOS         |
| 106087 - | 2000 SY357             | 28 de setembre, 2000 | Anderson Mesa        | LONEOS         |
| 106088 - | 2000 SB359             | 26 de setembre, 2000 | Anderson Mesa        | LONEOS         |
| 106089 - | 2000 SJ359             | 26 de setembre, 2000 | Anderson Mesa        | LONEOS         |
| 106090 - | 2000 SY359             | 26 de setembre, 2000 | Anderson Mesa        | LONEOS         |
| 106091 - | 2000 SZ361             | 23 de setembre, 2000 | Anderson Mesa        | LONEOS         |
| 106092 - | 2000 SK362             | 24 de setembre, 2000 | Anderson Mesa        | LONEOS         |
| 106093 - | 2000 SD366             | 23 de setembre, 2000 | Anderson Mesa        | LONEOS         |
| 106094 - | 2000 SA368             | 24 de setembre, 2000 | Socorro              | LINEAR         |
| 106095 - | 2000 SP369             | 25 de setembre, 2000 | Anderson Mesa        | LONEOS         |
| 106096 - | 2000 TQ                | 2 d'octubre, 2000    | Emerald Lane         | L. Ball        |
| 106097 - | 2000 TC2               | 4 d'octubre, 2000    | Desert Beaver        | W. K. Y. Yeung |
| 106098 - | 2000 TC5               | 1 d'octubre, 2000    | Socorro              | LINEAR         |
| 106099 - | 2000 TF7               | 1 d'octubre, 2000    | Socorro              | LINEAR         |
| 106100 - | 2000 TX9               | 1 d'octubre, 2000    | Socorro              | LINEAR         |